# Сгонниковский сельский округ
Сгонниковский сельский округ — упразднённая административно-территориальная единица, существовавшая на территории Мытищинского района Московской области в 1994—2006 годах.
Сгонниковский сельсовет был образован в 1929 году в составе Мытищинского района Московского округа Московской области путём объединения Волковского и Челобитьевского с/с бывшей Коммунистической волости.
1 февраля 1963 года Мытищинский район был упразднён и Сгонниковский с/с вошёл в Мытищинский сельский район. 11 января 1965 года Сгонниковский с/с был передан в восстановленный Мытищинский район.
3 февраля 1994 года Сгонниковский с/с был преобразован в Сгонниковский сельский округ.
18 мая 1994 года в Сгонниковском с/о был образован посёлок Нагорное.
28 октября 1998 года в Сгонниковском с/о была упразднена деревня Волково.
В ходе муниципальной реформы 2004—2005 годов Сгонниковский сельский округ прекратил своё существование как муниципальная единица. При этом все его населённые пункты были переданы в городское поселение Мытищи.
29 ноября 2006 года Сгонниковский сельский округ исключён из учётных данных административно-территориальных и территориальных единиц Московской области.